# Fest Biou

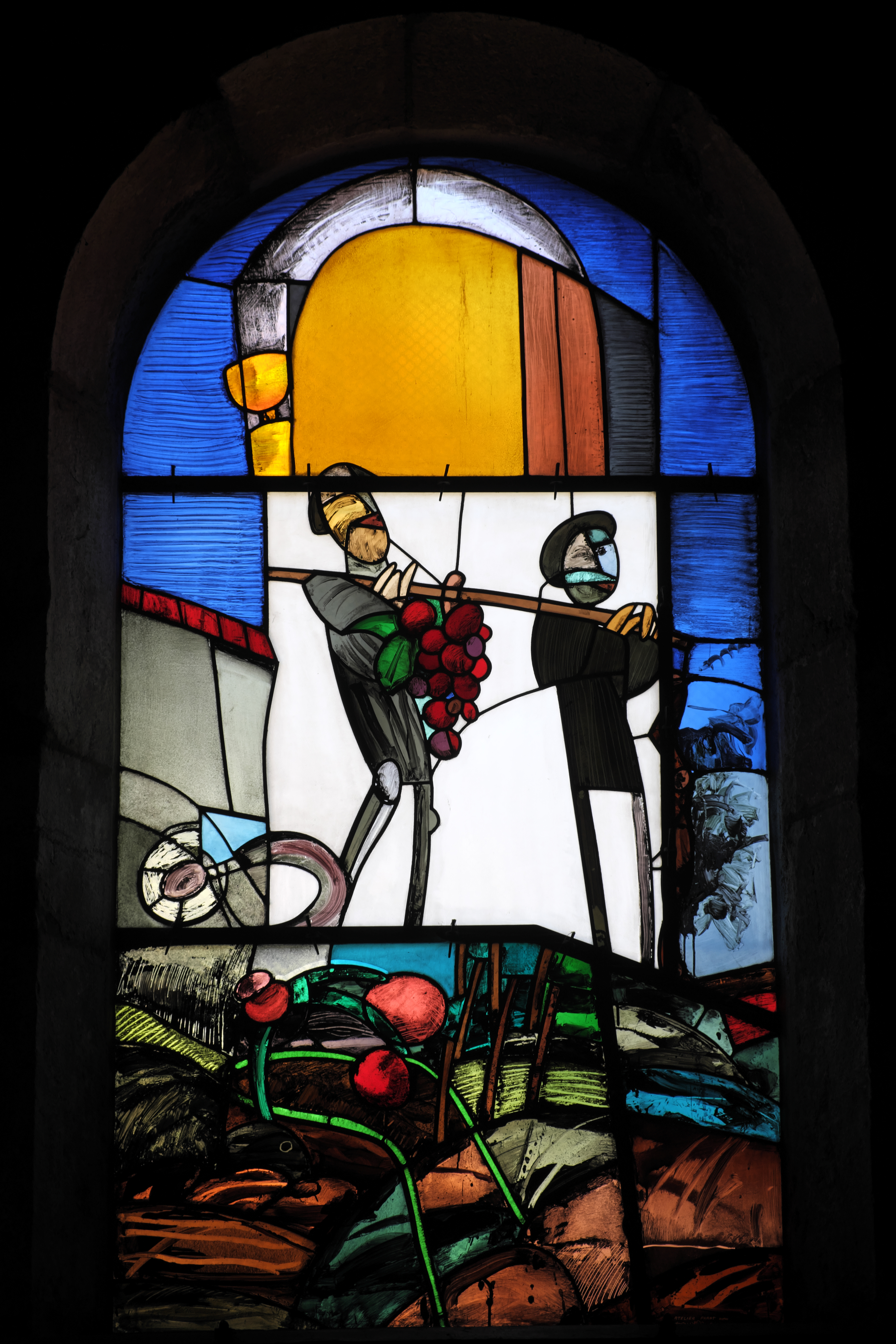
Kirche Saint-Just. Bleiglasfenster mit Darstellung des Biou

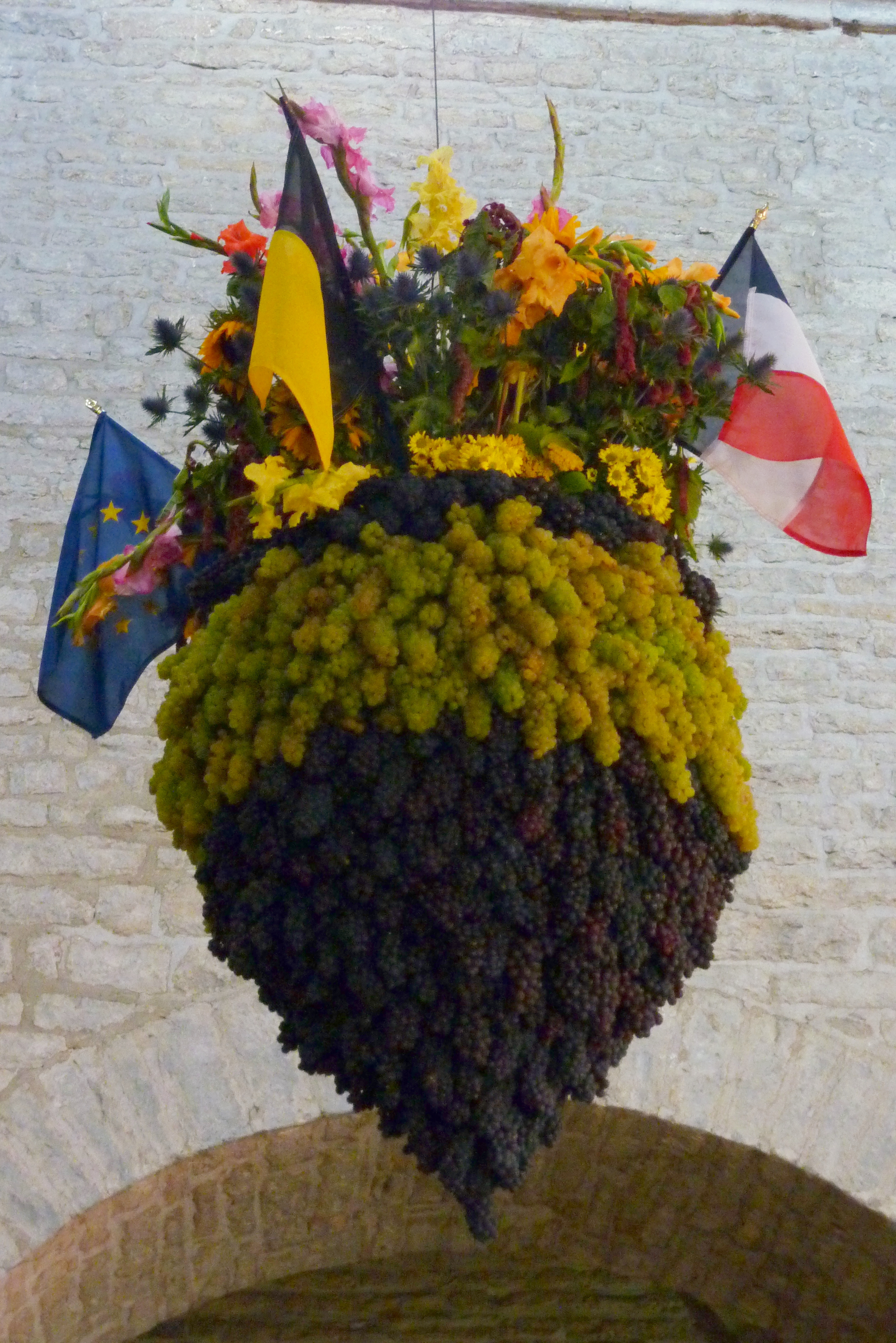
Biou von 2011

Das Fest Biou (französisch la fête du Biou) ist ein Fest in Arbois, einer Stadt im französischen Département Jura in der Region Franche-Comté, das am ersten Sonntag im September gefeiert wird.

## Geschichte
Der Biou, die Herkunft des Namens Biou ist unbekannt, knüpft an eine Geschichte im Alten Testament an. Mose sandte Männer aus, um das Land Kanaan zu erkunden: „Und sie kamen bis an den Bach Eskol, und schnitten daselbst eine Rebe ab mit einer Weintraube, und ließen sie zu zweit auf einem Stecken tragen …“ (4. Mose 13,23–24)

## Festverlauf
Als Biou wird das Fest bezeichnet und zugleich die 80 bis 100 Kilogramm schwere Kalebstraube, die anlässlich dieses Festes aus weißen und roten Trauben hergestellt wird. Die Winzer der Umgebung stiften die schönsten Trauben, um daraus den Biou zu gestalten. Am ersten Sonntag im September findet zu Ehren des hl. Just, dem Patron der Stadt Arbois, ein Umzug durch die Stadt mit dem Biou statt. Am Schluss wird der Biou in der Kirche gesegnet und aufgehängt. Die Winzer danken dem Herrn dadurch für die gute Ernte. Das Fest Biou ist eine besondere Art des Erntedankfestes.